# Trippie Redd
Trippie Redd, pseudonimo di Michael Lamar White II (Canton, 18 giugno 1999), è un rapper e cantante statunitense.
È noto soprattutto per i brani Love Scars, Poles1469 con 6ix9ine, entrambi certificati dischi d'oro dalla RIAA, e Dark Knight Dummo con Travis Scott, che ha raggiunto la 72ª posizione della Billboard Hot 100 oltre ad aver ricevevuto la certificazione disco di platino dalla RIAA.
Nel luglio 2018, White ha annunciato che il suo album di debutto si sarebbe intitolato Life's a Trip. L'album è stato pubblicato il 10 agosto 2018 e ha esordito alla quarta posizione della Billboard 200 vendendo 72.000 unità equivalenti all'album. Nel novembre 2018, White ha raggiunto la terza posizione della Billboard 200, con il mixtape A Love Letter to You 3.

## Biografia
Nacque il 18 giugno 1999 a Canton, nell'Ohio. Alla sua nascita, suo padre Michael Lamar White era in prigione mentre sua madre Tonya White lo crebbe per la maggior parte della sua adolescenza. White crebbe a Canton, sebbene si sia trasferito a Columbus, in Ohio, diverse volte. Il suo interesse per la musica è iniziato quando sua madre interpretava Ashanti, Beyoncé, Tupac e Nas. In seguito ha ascoltato artisti come T-Pain, KISS, Nirvana, Gucci Mane, Marilyn Manson e Lil Wayne. White ha iniziato a rappare dopo essere stato ispirato da Taevion Williams, un altro rapper che ha recitato con il nome d'arte Lil Tae. Williams morì in seguito in un incidente automobilistico.
White ha origini parzialmente irlandesi e native americane, ma principalmente afroamericane. Nel marzo 2017, White ha dichiarato di avere un budget di 7 milioni di dollari e ha acquistato una casa da 300.000 dollari per sua madre.

### Primi album e mixtape

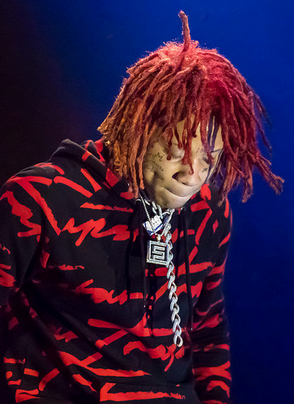
Trippie Redd nel febbraio 2018

Dopo il diploma, White si è trasferito ad Atlanta dove incontra il rapper Lil Wop, il quale lo introduce in uno studio di registrazione professionale e gli offre un contratto con un'etichetta discografica. Dopo essere stato ispirato dal rapper Lil Tae, White inizia a prendere sul serio la sua carriera musicale e inizia a registrare musica sotto lo pseudonimo Trippie Redd, pubblicando Sub-Zero e New Ferrari nel 2014; tuttavia in seguito cancella tutti e due i brani. Nel 2016, Lil Wop e White iniziano a lavorare con la rapper Kodie Shane e registrano tre extended play: Awakening My Inner Beast, Beast Mode e Rock the World Trippie. White decide di firmare per la Strainge Entertainment (ora nota come Elliot Grainge Entertainment) e si trasferisce a Los Angeles.

Il 26 maggio 2017, White pubblica il suo primo mixtape intitolato A Love Letter to You, contenente il singolo principale Love Scars, il quale riceve più di 8 milioni di visualizzazioni su YouTube nel giro di alcuni mesi e più di 13 milioni su SoundCloud.

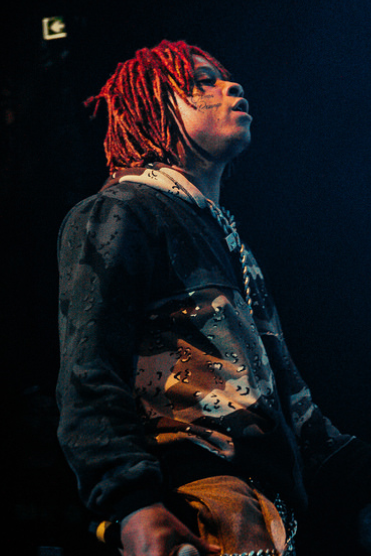
Trippie Redd nel marzo 2018

Il 6 ottobre, White pubblica il suo secondo mixtape A Love Letter to You 2. L'album ha esordito alla 34ª posizione della Billboard 200. Il 31 ottobre, White pubblica un EP in collaborazione con Lil Wop chiamato Angels & Demons.
Il 5 dicembre, White pubblica la canzone Dark Knight Dummo in collaborazione con Travis Scott. La canzone raggiunge la 72ª posizione della Billboard Hot 100, rendendola la prima opera in classifica di White come artista principale. Il 25 dicembre, White pubblica la canzone TR666 in collaborazione con Swae Lee, con la produzione di Scott Storch, su SoundCloud. Il brano è stato presentato in anteprima il 30 novembre.
Il 16 gennaio 2018, White pubblica il singolo 18 in collaborazione con Baauer, Kris Wu, Joji e Rich Brian. Il 23 gennaio, White collabora nel brano Fuck Love nell'album 17 di XXXTentacion, che raggiunge la 28ª posizione della Billboard Hot 100. Nel marzo dello stesso anno, durante un'intervista con Billboard, White dichiara che il suo album di debutto in studio presenterà collaborazioni con Lil Wayne e Erykah Badu. Nel luglio 2018, White annuncia che il suo album di debutto si intitolerà Life's a Trip e che sarà composto da 26 tracce; tuttavia in seguito rifila l'album lasciando 16 tracce. Il 22 giugno, White pubblica i singoli Me Likey e How You Feel, mentre il 7 agosto anche Taking a Walk. Life's a Trip viene pubblicato il 10 agosto, debuttando alla quarta posizione della classifica degli album di Billboard 200, con il singolo Taking a Walk che esordisce alla 46ª posizione della Billboard Hot 100.

### !eOld Self

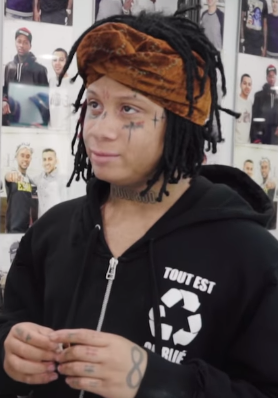
Michael White nel febbraio 2019

Nel gennaio 2019, durante un live streaming su Instagram, White annuncia la pubblicazione prossima del suo secondo album in studio Immortal e dell'album Mobile Suit Pussy, che da quanto riferito dovrebbe essere il suo quarto mixtape. Secondo il rapper, il primo album dovrebbe contenere tracce in cui sono presenti concetti "profondi e romantici", mentre il secondo delle tracce da "teppisti".
Successivamente, sempre durante un live streaming, White dichiara di aver trovato una raccolta di vecchie canzoni inedite. L'album, che si rivelerà essere il quarto mixtape precedentemente annunciato sotto il nome di Mobile Suit Pussy, viene pubblicato il 28 febbraio dello stesso anno, reintitolato in Old Self. Tutti i brani sono stati registrati tra il 2014 e il 2016.
Nel marzo dello stesso anno, White dichiara che l'album è stato "spostato e cambiato", lasciando intendere ! come titolo del nuovo progetto, ispirandosi all'album ? di XXXTentacion. Il 29 maggio pubblica il primo singolo dell'album intitolato Under Enemy Arms. In un'intervista col disc jockey Zane Lowe a Beats 1 Radio, White conferma il titolo del suo secondo album e la completezza dello stesso, rivelando però che ha intenzione di aggiungere qualche featuring. L'album verrà pubblicato il 9 agosto 2019.

### A Love Letter To You 4
Nel settembre 2019, Trippie annuncia tramite un post su Instagram la futura uscita del suo quarto mixtape della serie "A Love Letter To You", poi uscito il 22 novembre 2019. Il suddetto album è poi diventato il primo di White a debuttare in prima posizione nella Billboard 200, vendendo all'incirca centoventi mila unità la prima settimana.
È poi seguita una versione deluxe dell'album con l'aggiunta di otto canzoni alle ventuno della versione originale. Dopo essere stata annunciata diverse volte su instagram, la versione deluxe di A Love Letter To You 4 è poi uscita il 21 febbraio 2020.
L'intero album, a quanto detto diverse volte da Michael White, era in riferimento alla sua fidanzata, Coi Leray, ed alla recente rottura con lei, come dimostrano le canzoni che riportano il suo nome: "Koi" e "Leray".

### 1400/800 tape
Agli inizi del 2020, Trippie annuncia tramite Instagram e in diverse interviste la probabile uscita di un mixtape in collaborazione con la propria cerchia di cantanti, la "1400/800 gang"; Le figure di maggiore spicco all'interno di questo gruppo sono ad esempio Chris King, K Suave, Major Zoe, Sunny2Point0 o Ohlordshootemup.
Il progetto non ha più visto la luce, senza nessuna spiegazione da parte di Trippie o i suoi collaboratori. Alcune tracce presenti nel mixtape sono state rilasciate in via non ufficiale da leakers o sono state donate da Trippie ai membri della 1400/800 per rilasciarle come proprie canzoni.

### Pegasus
Nell'aprile 2020, Michael White crea una storia su Instagram con scritto "Pegasus the album, soon...", annunciando il suo studio album in uscita "Pegasus". Trippie espone diverse volte le sue considerazioni sull'album, dicendo come sia il suo preferito e come sia un progetto molto versatile.
Nel maggio 2020 viene rilasciato il primo singolo, "Excitement ft. PARTYNEXTDOOR", traccia rimossa dall'album di PARTYNEXTDOOR "Partymobile". La traccia ha riscontrato diverse lamentele tra i fan, poiché differente nel mixing e nel pitching rispetto alla versione anticipata da White.
Nell'agosto dello stesso anno, tutto l'album viene rilasciato in via non ufficiale da leakers, causando lo scontento del cantante ed anche la perdita di profitti e fama relativi all'album. Il secondo singolo, "I Got You ft. Busta Rhymes", è uscito l'11 settembre 2020, accompagnato da un video musicale.
Il terzo singolo, "Sleepy Hollow", è stato rilasciato poche settimane prima l'uscita dell'album, fissata per il 30 ottobre 2020. Il progetto è stato molto criticato ed ha venduto solo sessanta mila vendite la prima settimana.

## Faide

### 6ix9ine

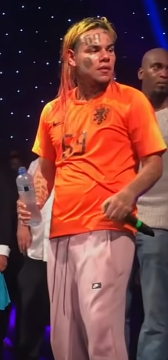
6ix9ine nel giugno 2018

Nell'aprile 2017, 6ix9ine è apparso nella canzone Poles1469 di Trippie Redd e nel luglio 2017 è stato inserito nella canzone Owee. A seguito di un post di un account Twitter che sosteneva che 6ix9ine era un pedofilo, White ha denunciato 6ix9ine in un post. L'11 novembre 2017, White è stato attaccato in un hotel di New York e ha affermato che è stato un membro della squadra di 6ix9ine che gli ha teso un'imboscata. In seguito, 6ix9ine ha insinuato il suo coinvolgimento in un altro post. Nel febbraio 2018, 6ix9ine fu assalito da diversi uomini fuori dall'aeroporto di Los Angeles, poco dopo aver discusso con White su Instagram. 6ix9ine e White hanno continuato a scambiare insulti sui social media tra febbraio e marzo 2018.
Nel maggio 2018, 6ix9ine ha iniziato una faida con i rapper Tadoe e Chief Keef per alcune accuse secondo cui Tadoe avrebbe abusato dell'artista Cuban Doll per aver parlato con 6ix9ine. White ha supportato Tadoe nella faida e ha pubblicato una traccia diss nei confronti di 6ix9ine chiamata I Kill People, con Tadoe e Chief Keef.
6ix9ine ha anche accusato White di avere avuto rapporti sessuali con la collega rapper, all'ora minorenne, Danielle Bregoli, anche nota come Bhad Bhabie. Tuttavia White ha negato l'accaduto. Anche Bregoli ha negato, ammettendo che i due si erano solo baciati in passato.

### XXXTentacion

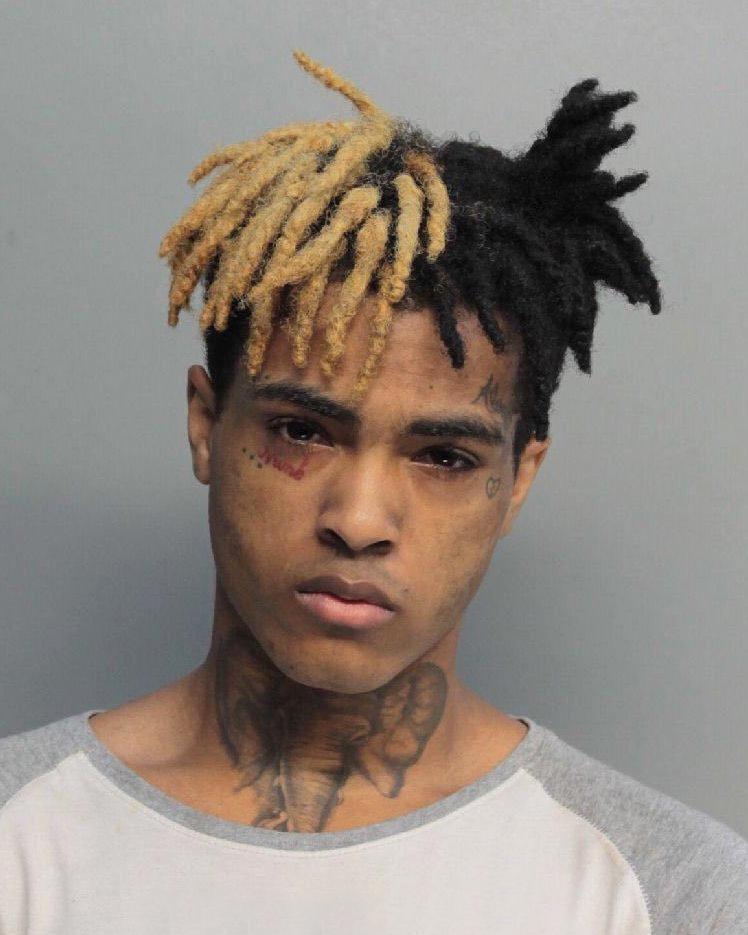
XXXTentacion nell'ottobre 2016

Nell'ottobre 2017, sui social media, è stata mostrata un'anteprima della canzone God's Plan di Drake. La canzone originariamente presentava una collaborazione con Trippie Redd. Il compianto rapper Jahseh Onfroy, noto con il nome d'arte XXXTentacion, che aveva precedenti problemi con Drake, iniziò ad associarsi con 6ix9ine, con disappunto di White. Nel marzo 2018, Onfroy "mise al bando" White dalla Florida, promettendo di aggredirlo se avesse tentato di entrare nello stato. Onfroy si è scusato con White durante un'esibizione a fine mese e i due si sono riconciliati dopo che White ha accettato le sue scuse. White e Onfroy hanno continuato a collaborare in diverse occasioni.
Dopo la morte di XXXTentacion, White si tinse i capelli in ricordo dell'artista e ha pubblicato Ghost Busters, una collaborazione con Quavo, Ski Mask the Slump God e lo stesso XXXTentacion, in sua memoria.

## Problemi legali
White è stato arrestato nella Contea di Cobb, in Georgia per aver attaccato il rapper FDM Grady a fine maggio 2018. Secondo Grady, White e il collega rapper Lil Wop hanno insultato la ragazza di Grady, portando Grady a temere per la sua sicurezza tanto da dotarsi di un'arma da fuoco per un breve periodo. Vi è poi stato un confronto fisico tra i Grady e White, successivamente al quale Grady dichiara di essere stato attaccato da quattro uomini tra cui White e Wop. White è stato arrestato con l'accusa di aggressione e violazione di domicilio. Qualche settimana dopo, all'inizio di giugno, White è stato nuovamente arrestato in Georgia con l'accusa di aver colpito la nuca di una ragazza tramite l'ausilio di una pistola.

## Discografia

### Album in studio
- 2018 – Life's a Trip
- 2019 – !
- 2020 – Pegasus
- 2021 – Trip at Knight
- 2023 – Mansion Musik
- 2024 - Live Love Laugh Die

### Mixtape
- 2017 – A Love Letter to You
- 2017 – A Love Letter to You 2
- 2018 – A Love Letter to You 3
- 2019 – Old Self
- 2019 – A Love Letter to You 4
- 2023 – A Love Letter to You 5

### EP
- 2016 – Awakening My InnerBeast
- 2016 – Beast Mode
- 2016 – Rock the World, Trippie
- 2017 – White Room Project
- 2017 – A Love Letter You'll Never Get
- 2017 – Angels and Demons (con Lil Wop)
- 2018 – TR666+!$ 1400/800
- 2020 - Spooky Sounds
- 2022 - First Draft
- 2023 - Saint Michael
- 2024 - Genre: sadboy (con Machine Gun Kelly)

### Singoli

#### Come artista principale
- 2017 – Poles1469 (feat. 6ix9ine)
- 2017 – Love Scars
- 2017 – Bust Down
- 2017 – Dark Knight Dummo (con Travis Scott)
- 2018 – How You Feel
- 2018 – Me Likey
- 2018 – Taking a Walk
- 2018 – Topanga
- 2019 – Murder
- 2019 – Under Enemy Arms
- 2019 – Mac 10
- 2019 – Love Me More
- 2019 – Death (feat. DaBaby)
- 2020 – I Got You
- 2020 – Sleepy Hollow
- 2021 – Miss the Rage (con Playboi Carti)
- 2021 – Holy Smokes (feat. Lil Uzi Vert)
- 2021 – Life Goes On (Remix) (con Ski Mask the Slump God e Oliver Tree)
- 2022 – The Mob (con YNW Melly e YNW BSlime ft. YNW Bortlen)
- 2022 – American Psycho (con Marshmello e Mae Muller)
- 2022 – Big 14 (con Offset e Moneybagg Yo)
- 2022 – Ain't Safe (feat. Don Toliver)
- 2023 – Krzy Train (con Travis Scott)
- 2023 – Took My Breath Away (con Skye Morales)
- 2023 – Hurts Me (con Tory Lanez)
- 2023 – Last Days
- 2023 – Left 4 Dead
- 2024 – LWRW
- 2024 – Bando Kid
- 2024 – LGLG

#### Collaborazioni
- 2015 – Like That (Evvv feat. Trippie Redd. BooCa$h e Lil Jeffo)
- 2016 – Anything for the Dolla (Chaz Homi feat. Trippie Redd)
- 2017 – Sauce (Gway feat. Trippie Redd)
- 2017 – Trap (Segaanotha1 feat. Trippie Redd e LilWop17)
- 2017 – Hang Wit (AyeYoQue feat. Trippie Redd)
- 2017 – Ill Nana (DRAM feat. Trippie Redd)
- 2017 – Fuck Love (XXXTentacion feat. Trippie Redd)
- 2018 – High (Alison Wonderland feat. Trippie Redd)
- 2018 – Bool (Chris King feat. Trippie Redd, Mozzy e YG)
- 2018 – Wish (Diplo feat. Trippie Redd)
- 2018 – Man Down (Sunny 2point0 feat. Trippie Redd)
- 2018 – Fires & Desires (Lil Twist feat. Lil Wayne e Trippie Redd)
- 2018 – Paris Shadows (Paris Shadows feat. Trippie Redd)
- 2018 – Jump (Julia Michaels feat. Trippie Redd)
- 2018 – Love & Drugz II (Kodie Shane feat. Trippie Redd)
- 2018 – Swimming (Baby Goth feat. Trippie Redd e Lil Xan)
- 2019 – Ferris Wheel (Tory Lanez feat. Trippie Redd)
- 2019 – Alright (Wiz Khalifa feat. Trippie Redd e Preme)
- 2019 – Built for It (OC Maco feat. Trippie Redd e UnotheActivist)
- 2019 – Gone Girl (Iann Dior feat. Trippie Redd)
- 2019 – Bad Vibes Forever (XXXTentacion feat. PnB Rock e Trippie Redd)
- 2020 – No Rap Kap (Kodie Shane feat. Trippie Redd)
- 2020 – No Service in the Hills (Cheat Codes feat. Trippie Redd, Blackbear e Prince$$ Rosie)
- 2020 – Wake Up Call (KSI feat. Trippie Redd)
- 2020 – Swimming (IV4 feat. Trippie Redd)
- 2020 – I Don't Want Another Sorry (Dax feat. Trippie Redd)
- 2021 – Missiles (Lil Gnar feat. Trippie Redd)
- 2022 – All Night (S-X feat. Trippie Redd)
- 2024 – Thick of It (KSI feat. Trippie Redd)